# 286-та піхотна дивізія (Третій Рейх)
286-та піхотна дивізія (Третій Рейх) (нім. 286. Infanterie-Division) — піхотна дивізія Вермахту, що входила до складу німецьких сухопутних військ у роки Другої світової війни.

## Історія
Дивізія була сформована 17 грудня 1944 року під Мемелем у Східній Пруссії шляхом перейменування 286-ї охоронної дивізії в зоні відповідальності 3-ї танкової армії. У зв'язку з наступом радянських військ у Східній Пруссії формування та навчання особового складу не було завершено. Дивізія брала безпосередню участь у боях за Східну Пруссію і була розгромлена в лютому 1945 року під Нойкуреном. У середині квітня 1945 року вцілілі бойові підрозділи дивізії перекинули до Свінемюнде та передані до 286-ї навчальної дивізії та піхотної дивізії «Регенер». Залишки штабу 286-ї піхотної дивізії залишилися в Самланді.
286-та навчальна дивізія була направлена до Берліна для оборони столиці Рейху, її підрозділи брали участь у боях у ході битви за Зеєловські висоти.

## Райони бойових дій
- Німеччина (грудень 1944 — травень 1945).

## Командування

### Командири
- генерал-лейтенант Фрідріх-Георг Ебергардт (нім. Friedrich-Georg Eberhardt) (17 — 26 грудня 1944);
- генерал-лейтенант Вільгельм Томас (нім. Wilhelm Thomas) (26 грудня 1944 — 26 січня 1945);
- оберст Віллі Шмідт (нім. Willi Schmidt) (26 — 31 січня 1945);
- генерал-майор Еммо фон Роден (нім. Emmo von Roden) (31 січня — 3 травня 1945).

### Підпорядкованість
| Час     | Корпус         | Армія              | Група армій (округ)  | Штаб                   |
| ------- | -------------- | ------------------ | -------------------- | ---------------------- |
| 1945    |                |                    |                      |                        |
| 1 січня | IX ак          | 3 ТА               | Група армій «Центр»  | Мемель                 |
| лютий   | IX ак          | АГр «Самланд»      | Група армій «Північ» | Земландський півострів |
| квітень | Група «Піллау» | А «Східна Пруссія» |                      | Земландський півострів |
| квітень |                | 9 А                | Група армій «Вісла»  | Одер                   |

### Склад
| 1945                                |
| ----------------------------------- |
| 926-й гренадерський полк            |
| 927-й гренадерський полк            |
| 931-й гренадерський полк            |
| 286-й артилерійський полк           |
| 286-й запасний батальйон            |
| 286-й дивізійний батальйон зв'язку  |
| Управління постачання 286-ї дивізії |